# Nommay
Nommay est une commune française située dans le département du Doubs, la région culturelle et historique de Franche-Comté et la région administrative Bourgogne-Franche-Comté.
Les habitants de la commune sont les Foyens et Foyennes.

## Géographie

### Communes limitrophes
Les communes limitrophes sont Châtenois-les-Forges, Brognard, Dambenois, Grand-Charmont, Vieux-Charmont et Trévenans.

### Climat
Pour des articles plus généraux, voir Climat de la Bourgogne-Franche-Comté et Climat du Doubs.
En 2010, le climat de la commune est de type climat de montagne, selon une étude du Centre national de la recherche scientifique s'appuyant sur une série de données couvrant la période 1971-2000. En 2020, Météo-France publie une typologie des climats de la France métropolitaine dans laquelle la commune est exposée à un climat semi-continental et est dans la région climatique  Vosges, caractérisée par une pluviométrie très élevée (1 500 à 2 000 mm/an) en toutes saisons et un hiver rude (moins de 1 °C). 
Pour la période 1971-2000, la température annuelle moyenne est de 9,8 °C, avec une amplitude thermique annuelle de 17,4 °C. Le cumul annuel moyen de précipitations est de 1 197 mm, avec 12,4 jours de précipitations en janvier et 10,5 jours en juillet. Pour la période 1991-2020, la température moyenne annuelle observée sur la station météorologique de Météo-France la plus proche, « Dorans », sur la commune de Dorans à 6 km à vol d'oiseau, est de 10,9 °C et le cumul annuel moyen de précipitations est de 974,0 mm. 
La température maximale relevée sur cette station est de 38,1 °C, atteinte le 24 juillet 2019 ; la température minimale est de −16 °C, atteinte le 20 décembre 2009,,. 
Les paramètres climatiques de la commune ont été estimés pour le milieu du siècle (2041-2070) selon différents scénarios d'émission de gaz à effet de serre à partir des nouvelles projections climatiques de référence DRIAS-2020. Ils sont consultables sur un site dédié publié par Météo-France en novembre 2022.

## Urbanisme

### Typologie
Au 1er janvier 2024, Nommay est catégorisée ceinture urbaine, selon la nouvelle grille communale de densité à 7 niveaux définie par l'Insee en 2022.
Elle appartient à l'unité urbaine de Montbéliard, une agglomération inter-départementale dont elle est une commune de la banlieue,. Par ailleurs la commune fait partie de l'aire d'attraction de Montbéliard, dont elle est une commune de la couronne,. Cette aire, qui regroupe 137 communes, est catégorisée dans les aires de 50 000 à moins de 200 000 habitants,.

### Occupation des sols
L'occupation des sols de la commune, telle qu'elle ressort de la base de données européenne d’occupation biophysique des sols Corine Land Cover (CLC), est marquée par l'importance des territoires agricoles (41,2 % en 2018), en diminution par rapport à 1990 (48,1 %). La répartition détaillée en 2018 est la suivante : 
zones agricoles hétérogènes (41,2 %), zones urbanisées (29,5 %), forêts (18,8 %), eaux continentales (10,5 %). L'évolution de l’occupation des sols de la commune et de ses infrastructures peut être observée sur les différentes représentations cartographiques du territoire : la carte de Cassini (XVIIIe siècle), la carte d'état-major (1820-1866) et les cartes ou photos aériennes de l'IGN pour la période actuelle (1950 à aujourd'hui).

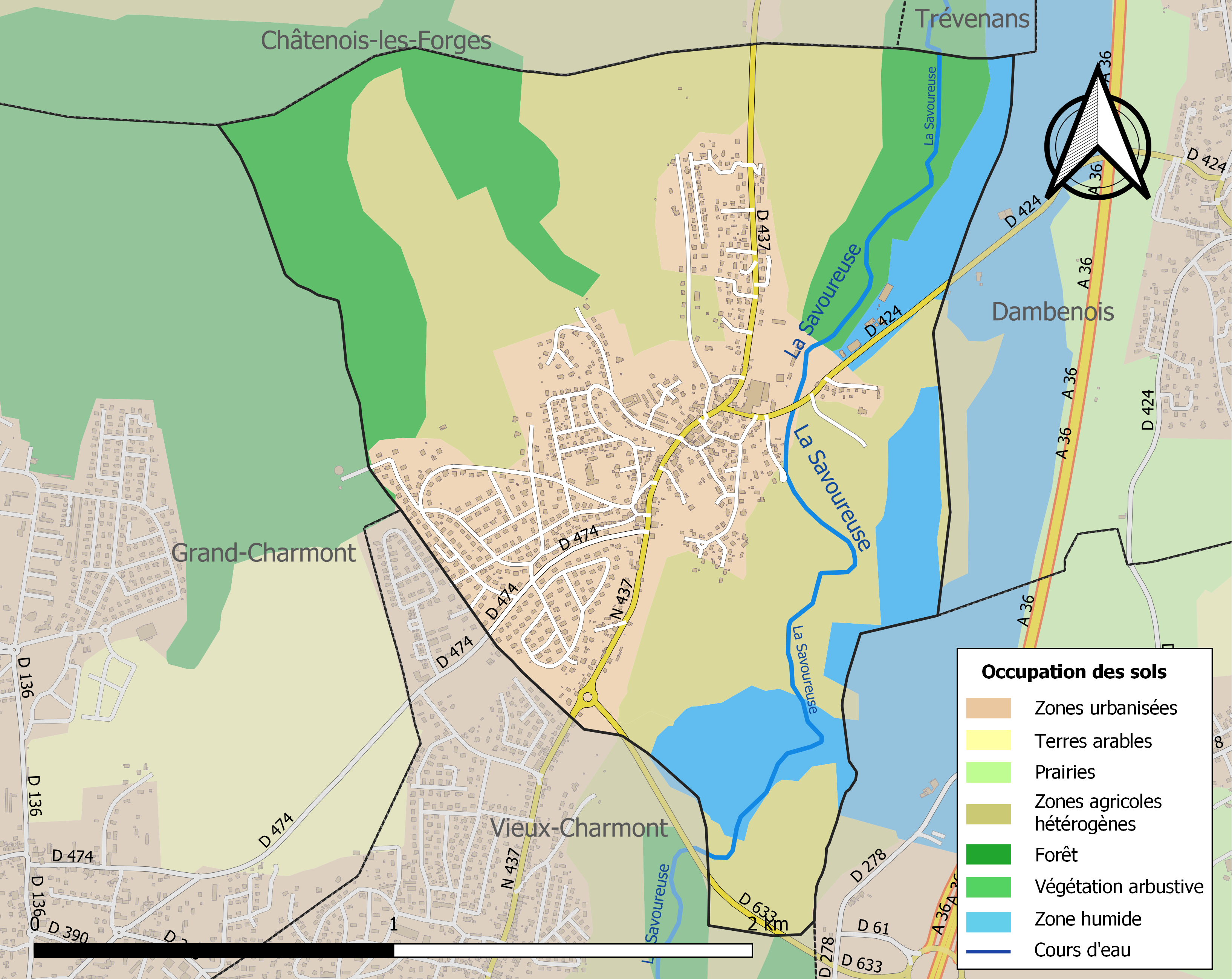
Carte des infrastructures et de l'occupation des sols de la commune en 2018 (CLC).

## Toponymie
Novemmansi en 1110 ; Novomas en 1147 ; Neufmeix en 1347 ; Nomaix en 1398 ; Nomart en 1455 ; Nommay en 1595 ; Nomey en 1616 ; Nommay depuis le XVIIIe siècle.

## Histoire
Nommay a été rattaché à la France en 1793, comme l'ensemble du comté de Montbéliard.
Le village a été desservi par la ligne de Belfort à Sochaux de la compagnie des Chemins de fer d'intérêt local du Territoire de Belfort de 1913 à 1938.

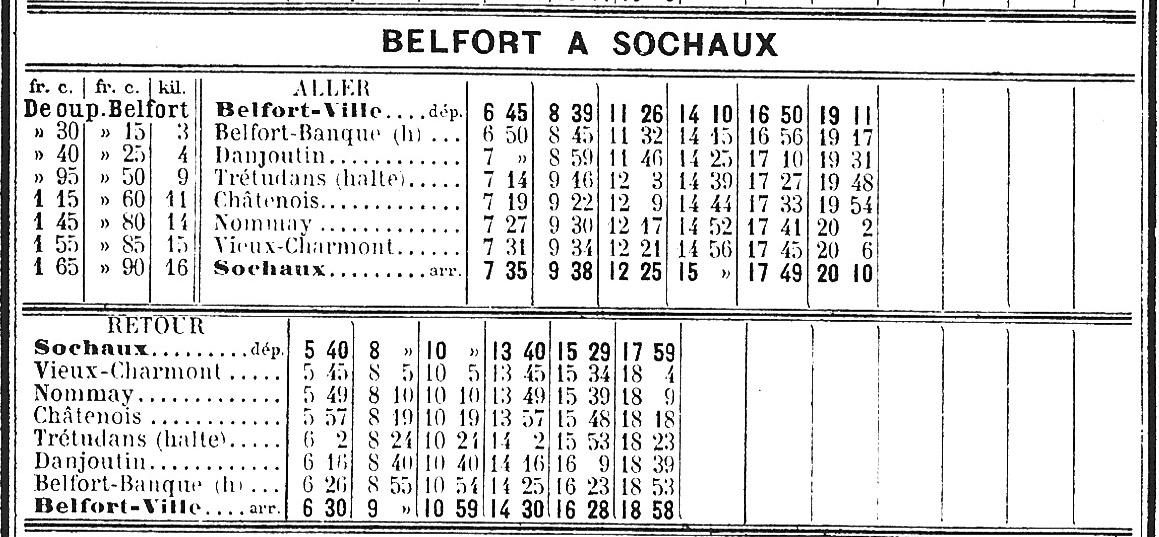
Horaires de la ligne en mai 1914.

## Politique et administration
| Période                                  | Période                   | Identité               | Étiquette   | Qualité                              |
| ---------------------------------------- | ------------------------- | ---------------------- | ----------- | ------------------------------------ |
| Les données manquantes sont à compléter. |                           |                        |             |                                      |
| 1803                                     | 1813                      | M. Claude Marchand     |             |                                      |
| 1814                                     | 1815                      | Charles Marchand       |             |                                      |
| 1816                                     | 1817                      | Georges-Frédéric Ridey |             |                                      |
| 1818                                     | 1848                      | Georges-Frédéric Ridey |             |                                      |
| 1848                                     | 1855                      | David Wittmer          |             |                                      |
| 1855                                     | 1857                      | Jacques-Frédéric Goll  |             |                                      |
| 1857                                     | 1870                      | Georges-David Ridey    |             |                                      |
| 1870                                     | 1871                      | David Faivre           |             |                                      |
| 1871                                     | 1881                      | Jacques Pechin         |             |                                      |
| 1881                                     | 1900                      | Henri Faivre           |             |                                      |
| 1901                                     | 1902                      | Henri Schor            |             |                                      |
| 1903                                     | 1908                      | Louis Caburet          |             |                                      |
| 1909                                     | 1914                      | Charles Donze          |             |                                      |
| 1914                                     | 1919                      | Pierre Goll            |             |                                      |
| 1919                                     | 1925                      | Louis Caburet          |             |                                      |
| 1925                                     | 1935                      | Émile Malblanc         |             |                                      |
| 1935                                     | 1944                      | René Goll              |             |                                      |
| 1944                                     | 1976                      | René Lambert           |             |                                      |
| 1976                                     | 1989                      | Jean Stockli           |             |                                      |
| 1989                                     | 2008                      | Claude Beurtheret      | DVD         |                                      |
| 2008                                     | 2014                      | Guy Chatelain          |             |                                      |
| 2014                                     | En cours (au 27 mai 2020) | Thierry Boillot        | UMP puis LR | Cadre Réélu pour le mandat 2020-2026 |

## Population et société

### Démographie
L'évolution du nombre d'habitants est connue à travers les recensements de la population effectués dans la commune depuis 1793. Pour les communes de moins de 10 000 habitants, une enquête de recensement portant sur toute la population est réalisée tous les cinq ans, les populations de référence des années intermédiaires étant quant à elles estimées par interpolation ou extrapolation. Pour la commune, le premier recensement exhaustif entrant dans le cadre du nouveau dispositif a été réalisé en 2007.

En 2022, la commune comptait 1 601 habitants, en évolution de −3,26 % par rapport à 2016 (Doubs : +1,88 %, France hors Mayotte : +2,11 %).
| 1793 | 1800 | 1806 | 1821 | 1831 | 1836 | 1841 | 1846 | 1851 |
| ---- | ---- | ---- | ---- | ---- | ---- | ---- | ---- | ---- |
| 178  | 222  | 214  | 268  | 323  | 367  | 357  | 336  | 325  |

| 1856 | 1861 | 1866 | 1872 | 1876 | 1881 | 1886 | 1891 | 1896 |
| ---- | ---- | ---- | ---- | ---- | ---- | ---- | ---- | ---- |
| 311  | 344  | 348  | 342  | 334  | 312  | 303  | 300  | 268  |

| 1901 | 1906 | 1911 | 1921 | 1926 | 1931 | 1936 | 1946 | 1954 |
| ---- | ---- | ---- | ---- | ---- | ---- | ---- | ---- | ---- |
| 259  | 277  | 258  | 274  | 312  | 337  | 338  | 323  | 440  |

| 1962 | 1968  | 1975  | 1982  | 1990  | 1999  | 2006  | 2007  | 2012  |
| ---- | ----- | ----- | ----- | ----- | ----- | ----- | ----- | ----- |
| 873  | 1 097 | 1 590 | 1 635 | 1 513 | 1 485 | 1 569 | 1 580 | 1 685 |

| 2017  | 2022  | - | - | - | - | - | - | - |
| ----- | ----- | - | - | - | - | - | - | - |
| 1 638 | 1 601 | - | - | - | - | - | - | - |

### Sports
Nommay est célèbre pour son circuit de cyclo-cross de Brognard, support d'un cyclo-cross international, le Cyclo-cross de Nommay. Il a accueilli trois Championnats de France de cyclo-cross  (1998, 2003 et 2013) et douze manches de la Coupe du monde de cyclo-cross (1996-1997, 1998-1999, 1999-2000, 2001-2002, 2003-2004, 2004-2005, 2006-2007, 2008-2009, 2009-2010, 2013-2014, 2017-2018 et 2019-2020), ainsi que six manches du Challenge la France cycliste de cyclo-cross 1993, 1994, 1995, 2000, 2005 et 2016).

### Santé
L'hôpital le plus proche est l'hôpital Nord Franche-Comté situé dans la commune voisine de Trévenans,.

## Culture locale et patrimoine

### Lieux et monuments

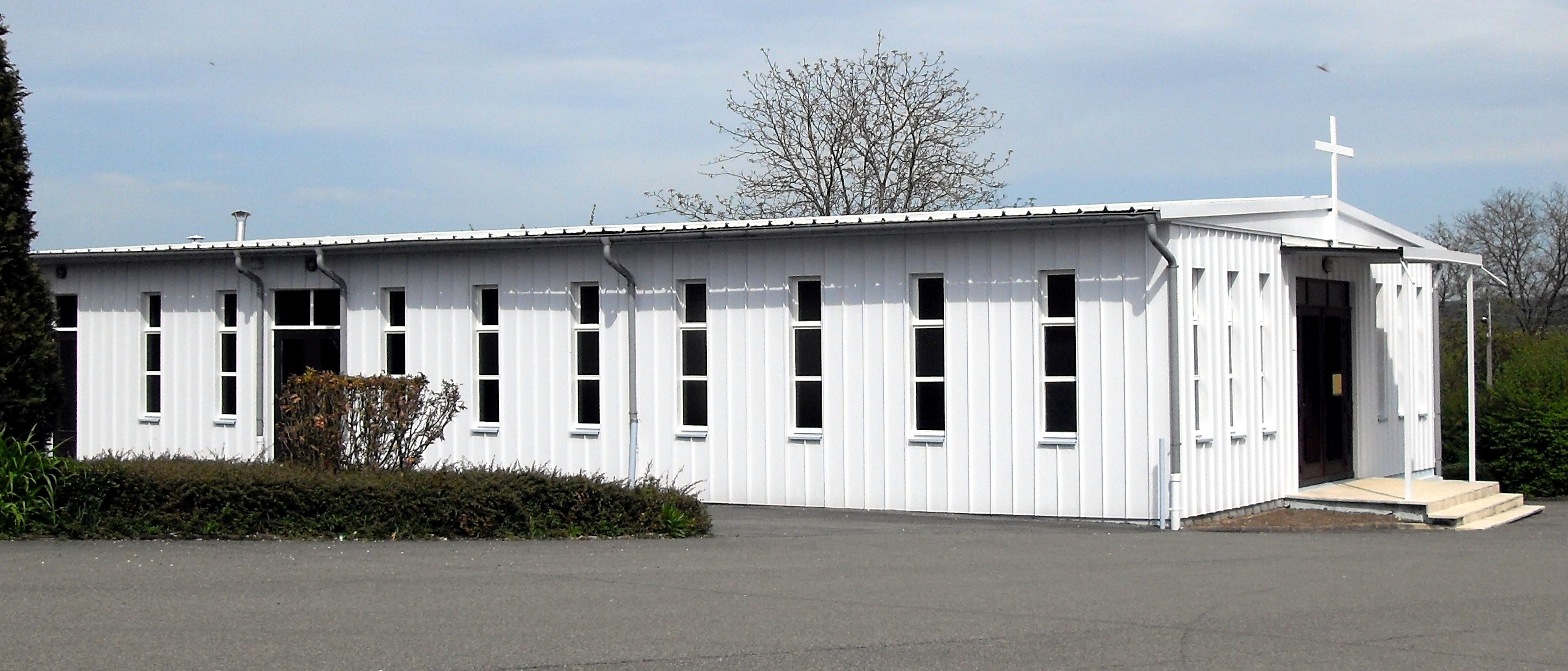
L'église Saint-Jean-Baptiste.

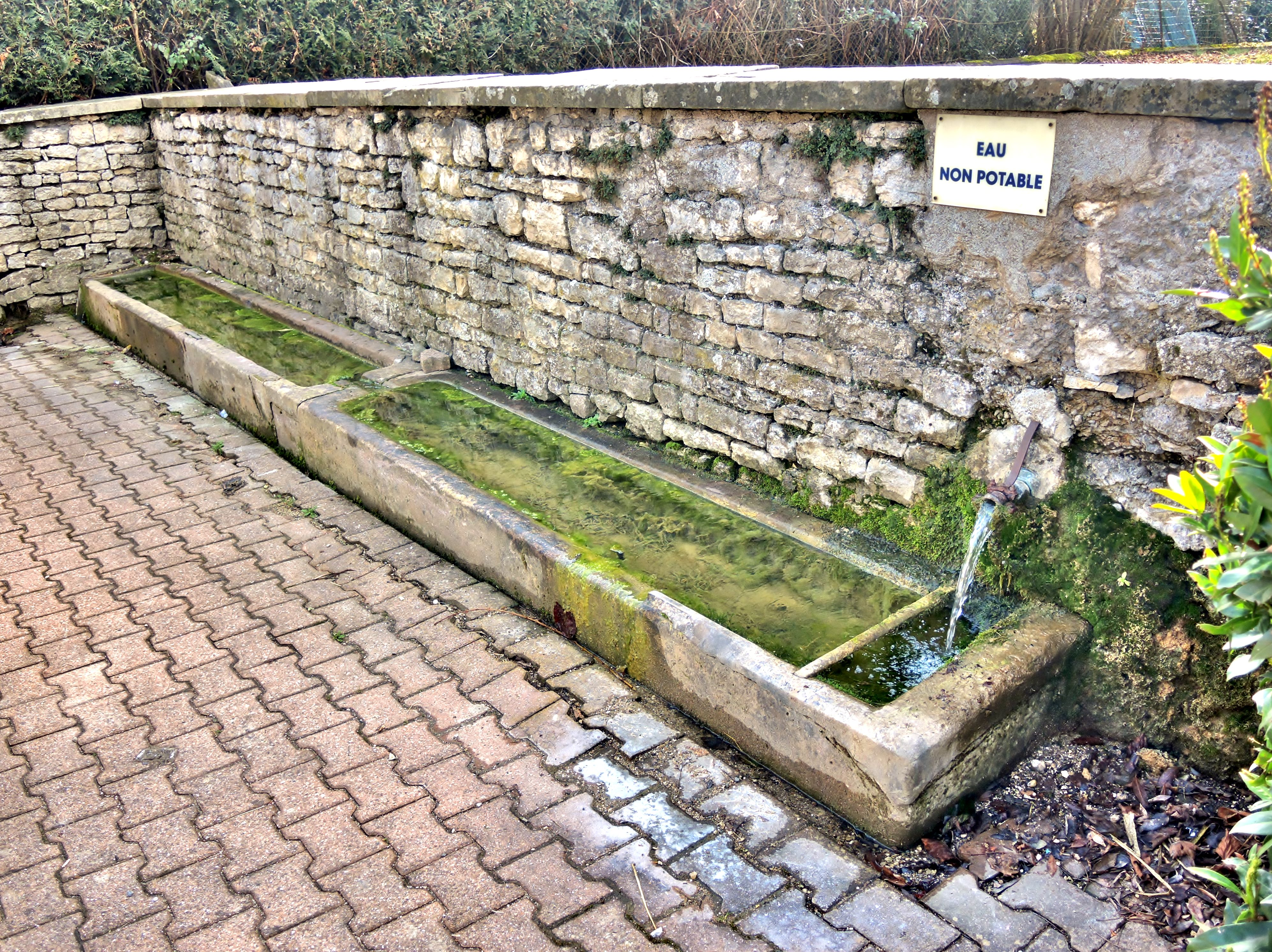
Fontaine-abreuvoir de la rue de la petite fontaine

- Fontaine-lavoir de la rue sous le coteauFontaine-lavoir du centre-villeFontaine-abreuvoir de la rue de la petite fontaineMairie, ancienne maison d'école portant la devise du Pays de Montbéliard : Dieu seul est mon appuy.

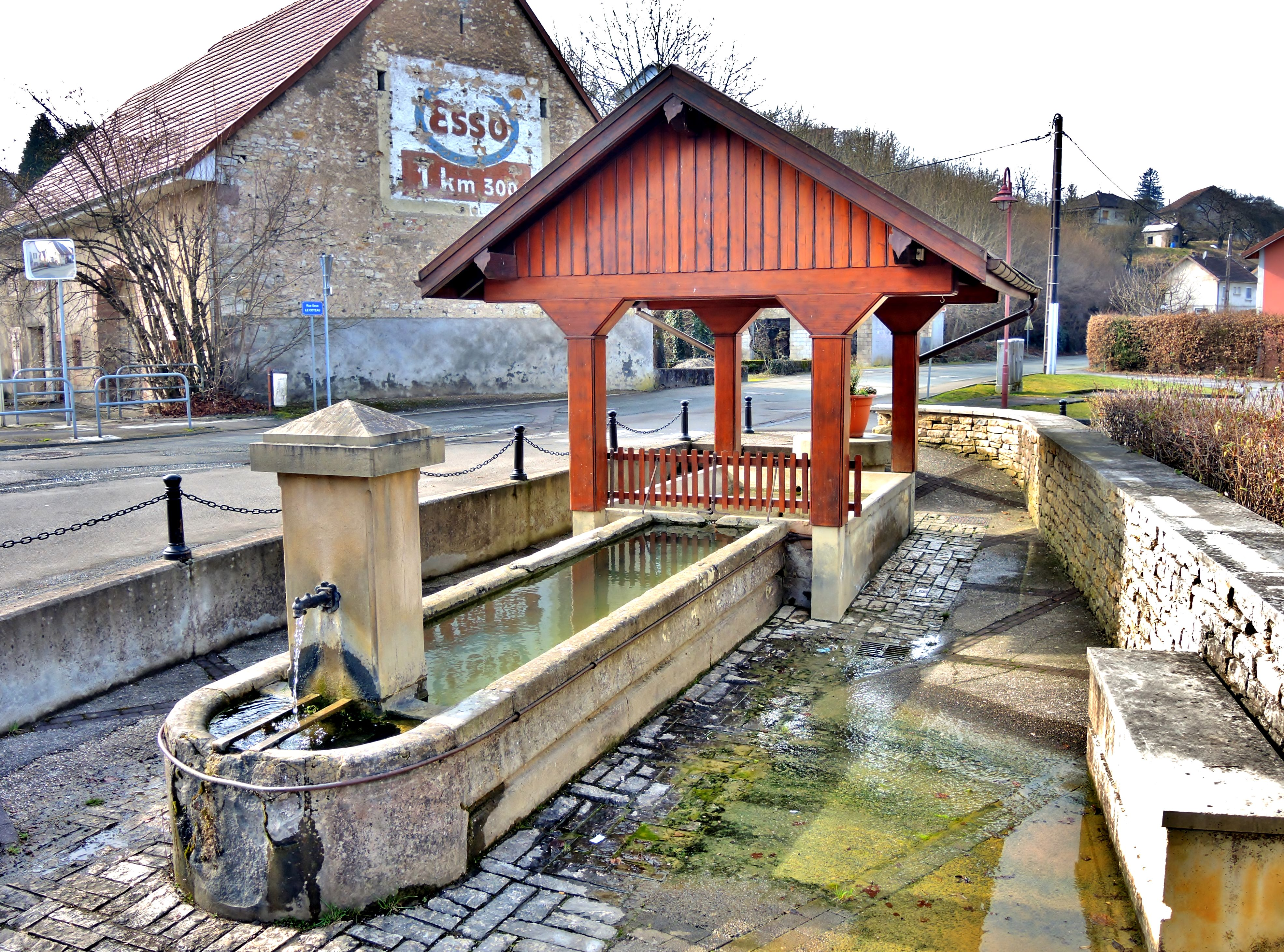
Fontaine-lavoir de la rue sous le coteau

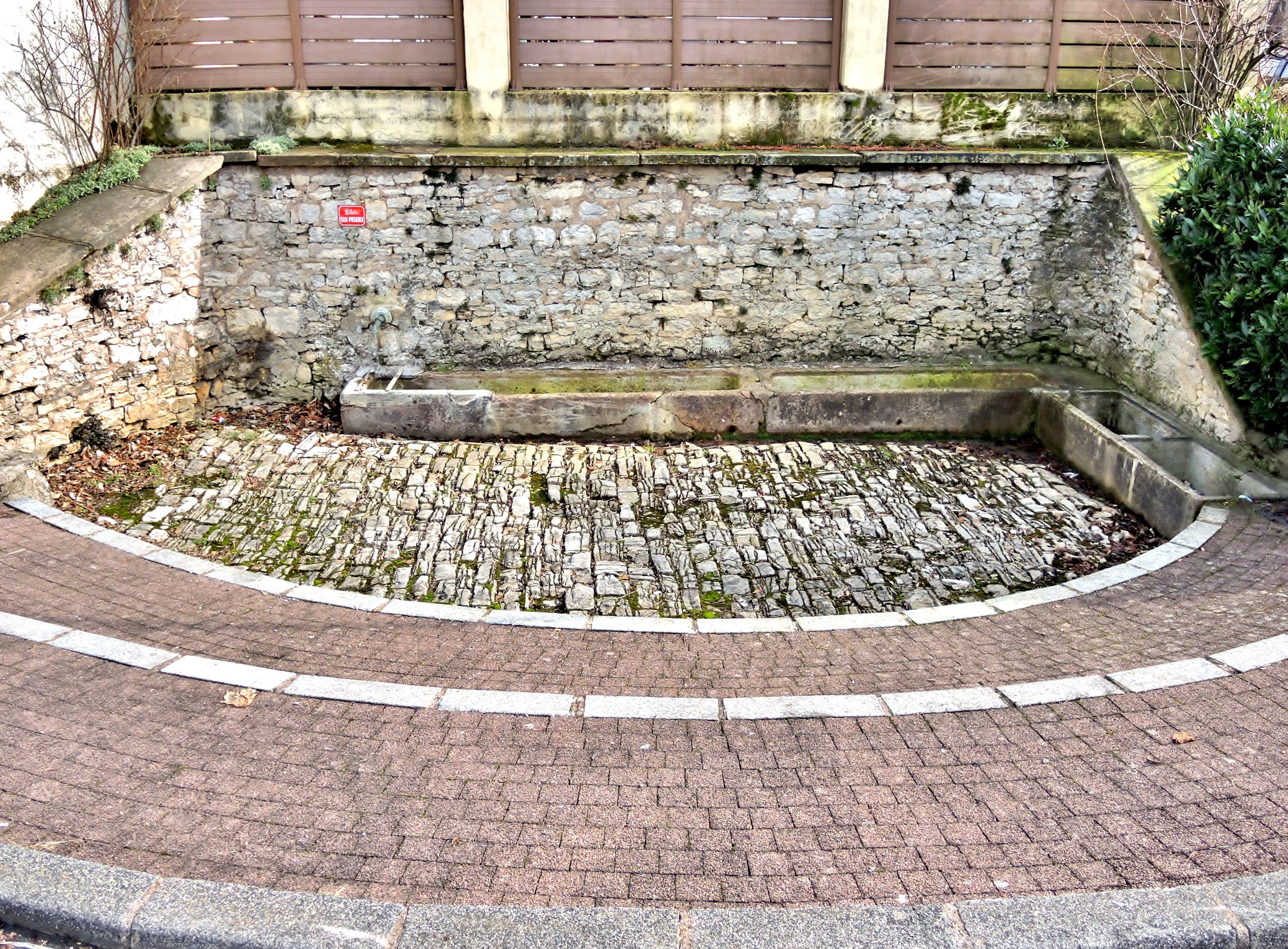
Fontaine-lavoir du centre-ville

- Les 3 fontaines qui servaient de lavoir :
  - Lavoir de la rue sous le Coteau.
  - Lavoir du centre-ville.
  - Lavoir de la rue de la Petite Fontaine.
- Les vieilles fermes de la rue du Cimetière et du centre-ville.
- Monuments aux morts.
- La commune possède dans les champs une ancienne borne de pierre indiquant les anciennes limites du comté de Montbéliard.
- L'église saint Jean-Baptiste.